# Selenitza (berg)
Selenitza (tyska) eller Palec (slovenska) är ett berg på gränsen mellan Kärnten i Österrike och Slovenien.   Toppen på Selenitza är 2 026 meter över havet.
Terrängen runt Selenitza är varierad. Närmaste större samhälle är Ferlach, 13,3 km nordost om Selenitza. 
I omgivningarna runt Selenitza växer i huvudsak blandskog. Runt Selenitza är det tätbefolkat, med 286 invånare per kvadratkilometer.